# Ву Тхи Чанг
Ву Тхи Чанг (вьет. Vũ Thị Trang, 19 мая 1992, Бакзянг, Вьетнам) — вьетнамская бадминтонистка. Участница летних Олимпийских игр 2016 года, двукратный бронзовый призёр Игр Юго-Восточной Азии 2013 и 2015 годов.

## Биография
Ву Тхи Чанг родилась 19 мая 1992 года во вьетнамской провинции Бакзянг.
В 2010 году вошла в состав сборной Вьетнама на летних юношеских Олимпийских играх в Сингапуре. Выступала в одиночном разряде и завоевала бронзовую медаль. На групповом этапе победила Чхой Хе Ин из Южной Кореи, Наоко Фукуман из Японии и Елизавету Жарку из Украины. В четвертьфинале выиграла у Лене Клаусен из Дании — 21:19, 21:13, в полуфинале проиграла будущей чемпионке Сапсири Тераттаначай из Таиланда — 18:21, 8:21, в матче за 3-4-е места выиграла у Сары Ингер Милн — 21:15, 22:20.
Дважды выигрывала бронзовые медали Игр Юго-Восточной Азии в одиночном разряде — в 2013 году в Нейпьидо и в 2015 году в Сингапуре.
В 2016 году вошла в состав сборной Вьетнама на летних Олимпийских играх в Рио-де-Жанейро. Выступала в одиночном разряде и не смогла преодолеть групповой этап, проиграв Нодзоми Окухаре из Японии — 10:21, 8:21 и выиграв у Линдавени Фанетри из Индонезии — 21:12, 21:11.
В 2017 году выиграла первую медаль на турнирах Гран-при Всемирной федерации бадминтона, завоевав серебро на Vietnam Open. На турнирах International Challenge и International Series в 2014—2019 годах побеждала десять раз: семь — в одиночном разряде, три — в парном, где её партнёршей была Нгуен Тхи Сен.
Высшая позиция в мировом рейтинге — 34-я в одиночном разряде (8 июня 2017), 53-я в парном разряде (23 марта 2017).

## Семья
Муж — Нгуен Тьен Минь (род. 1983), вьетнамский бадминтонист, участник летних Олимпийских игр 2008, 2012 и 2016 годов, бронзовый призёр чемпионата мира 2013 года. Поженились в декабре 2016 года.